# John Bartholomew
John Bartholomew, född 31 december 1831, död 29 mars 1893, var en skotsk kartograf.
Bartholomew var assistent hos August Petermann i London och från 1856 ledare för ett av fadern grundat kartografiskt institut i Edinburgh. Han var redaktör och utgivare av ett stort antal atlaser, och blev särskilt känd som utgivare av Ordnance Survey's kartor över England och Skottland i 1/2 tum och 1/4 tum till 1 mile reducerade kartor. 1889 övertogs företaget av sonen J. G. Bartholomew.